# Emil Nervander

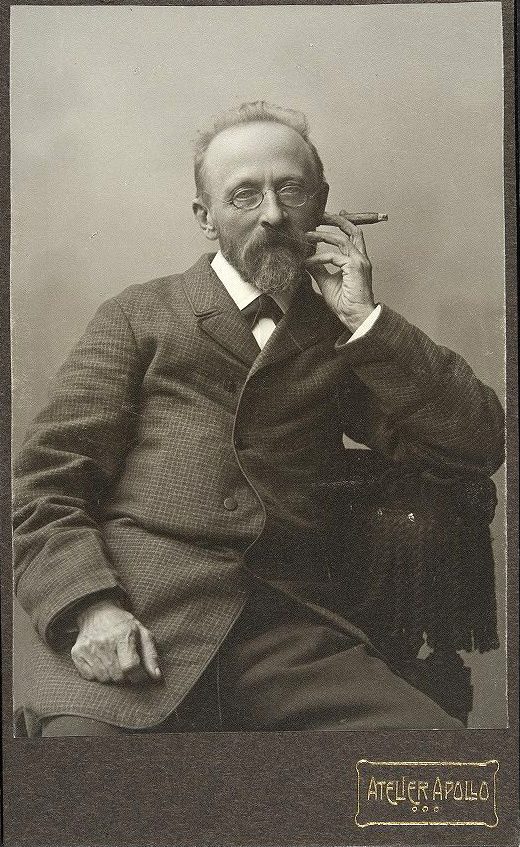
Emil Nervander.

Emil Fredrik Nervander, född den 16 november 1840 i Helsingfors, död den 27 januari 1914 i Björneborg, var en finländsk skriftställare, son till Johan Jakob Nervander.

## Biografi
Föräldrar var professorn Johan Jakob Nervander och Agneta Emerentia Öhman. Nervander, som blev student 1858 och filosofie kandidat 1869, offentliggjorde Den kyrkliga konsten i Finland under medeltiden I, II (1887-88; ingår i "Folkupplysningssällskapets skrifter"), Lojo kyrka och dess medeltidsmålningar (1896) samt en mängd tidningsuppsatser av konsthistoriskt innehåll. Han var redaktör för Åbo Posten 1874-1879. År 1892 förordnades han till biträde åt Arkeologiska kommissionen vid arbeten rörande konstens, konstindustriens och kulturlifvets historia. Som sådan arbetade han för återställandet av kyrkornas medeltida kalkmålningar. 
Nervander redigerade och utgav Fredrik Cygnæus Samlade arbeten (1881-85) och skrev där ett Minne af Fredrik Cygnæus (1892) samt Johan Vilhelm Snellmans samlade arbeten (1892-1897). 
Han skrev även ett antal skönlitterära verk och som ung diktare använde han pseudonymen Emlekyl, från det ungerska ordet emlék, i betydelsen "minne".

### Skönlitteratur
- Vid Anjala : romantisk skådespel från 1788 : i fem akter. Helsingfors. 1863
- Dikter. 1-2 / af Emlekyl. Helsingfors. 1869-1873. Libris 10164971
- Berättelser från Finland / af Emlekyl. Åbo: Förf. 1877. Libris 3381778
- Finska bilder : ett album. Helsingfors: Edlund. 1887. Libris 21892063. http://hdl.handle.net/2077/54346
- "Min lilla gosse" : skådespel i en akt. Helsingfors. 1899 - Anonymt.
- "Efter femtio år" : dikter. Björneborg: Ronelius. 1907. Libris 2933024

### Varia
- Sommarresor i Finland : på Åland och i Åbotrakten. Helsingfors: Edlund. 1872. Libris 3060490. https://runeberg.org/sommarfin/
- Danmark. Folkupplysn.-sällsk:s skrifter ; 23. 1882 Bilder, Geografiska ; 9. 1882. Helsingfors. 1882. Libris 3060486
- I de dödas stad : en vägledning för vandraren på Helsingfors' lutherska begrafningsplatser  : med illustrationer och karta. Helsingfors. 1883. Libris 2933027. http://www.doria.fi/handle/10024/101340
- Roms katakomber / af E.N.. Folkuppl.- sällsk:s skrifter ; 38. Helsingfors. 1883. Libris 2933030
- Skuggbilder : några minnen i bild och skrift från finska talscenen. Helsingfors. 1884 - Utgiven anonymt.
- Till sjöar och åsar i Tavastland : en fyra dagars resa emellan Tavastehus och Tammerfors / af E. N. Nejder, Natursköna, och sevärda ställen i Finland ; 2. 1887. Helsingfors. 1887. Libris 2933032
- Öfver Punkaharju till Walamo : en reseskildring / af E. N. Nejder, Natursköna, och sevärda ställen i Finland ; 3. 1887. Helsingfors. 1887. Libris 2933033. http://www.doria.fi/handle/10024/101392
- Den kyrkliga konsten i Finland under medeltiden. Häfte 1-2. Helsingfors, Folkupplysn. sällskapet. Skrifter ; 58,63. Helsingfors. 1887-1888. Libris 2933028
- På Skansen : till hågkomst af bortgångna och till vägledning bland deras grafvar på begrafningsplatserna i Åbo. Åbo. 1888. Libris 2870848. http://www.doria.fi/handle/10024/101393
- Fädrens röst. Helsingfors. 1888
- Minne af Fredr. Cygnæus : anteckningar. F. Cygnæus, Samlade arbeten. 11. Helsingfors. 1892. Libris 3060489. http://www.doria.fi/handle/10024/100730
- Från Elias Lönnrots ungdomstid på Laukko : minnen. Helsingfors. 1893. Libris 2234291
- Italien. 1-3. Folkupplysn.-sällsk :s skrifter ; 88,94,96. 1894-1896 Bilder, Geografiska ; 19-21. 1894-1896. Helsingfors. 1894-1896. Libris 3060488
- Lojo kyrka och dess medeltidsmålningar. Bidrag till Lojo sockenbeskrifning ; 3. Helsingfors. 1896. Libris 2315126. http://www.doria.fi/handle/10024/101398
- Blad ur Finlands kulturhistoria. Helsingfors. 1900. Libris 2669362
- Fredrik Cygnaeus. Levnadsteckningar. Folkupplysnings-sällskapets serie ; 5. [Helsingfors]. 1901. Libris 2933026
- Väggmålningarna i Storkyrko gamlas kyrka. Finska fornminnesföreningens tidskrift ; 21:5. Helsingfors. 1901
- Ett konstnärslif : till minne af Severin Falkman : med porträtt och andra illustrationer. Helsingfors: Söderström. 1902. Libris 16308842. http://urn.kb.se/resolve?urn=urn:nbn:se:umu:eod-96
- Den finska kyrkomålaren Michael Toppelius och hans verk. Helsingfors, Folkupplysnings-sällskapet. Skrifter ; 133. 1905. Helsingfors. 1905. Libris 2933025
- Lojo och dess kyrka : illustrerad vägledare. Finlands sevärdheter ; 4. Helsingfors. 1905
- Michael Toppelius och hans kyrkomålningar. Finska fornminnesföreningens tidskrift ; 23. Helsingfors. 1905. Libris 2933029
- Kejsar Alexander I:s samtliga resor i Finland : enligt äldre och nyare källor samt insamlade traditioner. Helsingfors: Helios. 1906. Libris 2232226
- Från älfvar och fjäll på lappska gränsen. Björneborg: Ronelius. 1909. Libris 2292631
- Strödda uppsatser. Häfte 1-2. Björneborg. 1909-1911. Libris 2933031
- Sommarresor på Åland. Åländska klassiker, 99-0500592-7. Mariehamn: Ålands litteraturfören. 1983. Libris 8040307. ISBN 951-99508-2-6